# Stud (film, 2011)
Stud je britský dramatický film z roku 2011 režiséra a spoluscenáristy Steva McQueena, v němž hrají Michael Fassbender a Carey Mulliganová jako dospělí sourozenci. Film byl spoluprodukován společnostmi Film4 a See-Saw films. Explicitní scény filmu odrážející sexuální závislost protagonisty vedly k ratingu NC-17.